# Jeppe Brinch
Jeppe Brinch (født 8. maj 1995 i Danmark) er en dansk fodboldspiller, der spiller for FC Fredericia.

## Klubkarriere
Brinch spillede på Esbjerg fB's ungdomshold til at starte med. Han var bl.a. en af  omdrejningspunkterne på U19-ligaholdet, og det resulterede i, at han var en ud af tre U/19-spillere, som blev rykket op på senior førsteholdet i sommerpausen 2014.
Brinch fik sin debut den 26. september 2013 i kamp mod Aalborg Chang i DBU Pokalen, som Esbjerg vandt 7-1.
Han fik sin Superligadebut den 27. juli 2014, da han i 59. minut erstattede Jonas Knudsen i 1-1 opgøret imod SønderjyskE.
I december 2015 forlængede han sin kontrakt med et halvt år, således parterne havde papir på hinanden for resten af 2015-16-sæsonen. Han spillede 13 Superligakampe i 2015-16-sæsonen og forlængede atter sin kontrakt i april 2016; denne gang frem til 2019.
Den 1. september 2021 sluttede Brinch sig til FC Fredericia på en aftale indtil juni 2023.